# نووفیرسوو
نووفیرسوو (به لاتین: Novofirsovo) یک منطقهٔ مسکونی در روسیه است که در سرزمین آلتای واقع شده‌است.